# 吉田正紀 (海上自衛官)
吉田 正紀（よしだ まさのり、1957年〈昭和32年〉2月11日 - ）は、日本の元海上自衛官。
第40代佐世保地方総監で最終階級は海将。元防衛大臣政策参与。

## 略歴
宮崎県出身。1979年（昭和54年）3月に防衛大学校（23期）を卒業し、海上自衛隊入隊。いわせ艦長、在米日本大使館防衛駐在官、海上幕僚監部指揮通信情報部長、海上自衛隊幹部学校長などを歴任し、第40代佐世保地方総監を最後に2014年に退官。2014年から2016年の間、慶應義塾大学総合政策学部特別招聘教授。2023年（令和5年）12月から2024年10月まで防衛大臣政策参与。